# Re menor
Re menor (també Rem en la notació europea, i Dm en la notació americana) és la tonalitat que té l'escala menor natural a partir de la nota re; així està constituïda per les notes re, mi, fa, sol, la, si♭ i do. La seva armadura conté un bemoll, el si bemoll. El seu relatiu major és fa major, i la tonalitat homònima és re major.
Com succeeix en totes les tonalitats menors, la sensació general és més "fosca" que la que produeix l'escolta d'una tonalitat major. Des de molt antic, aquesta tonalitat se la identifica com la tonalitat de la tristesa o la pena.
Sembla que és la tonalitat menor més usada en les obres per a guitarra; de les 555 sonates per a teclat de Domenico Scarlatti, que recullen molts dels manierismes de la música per a guitarra, 151 estan en tonalitats menors, i la tonalitat més usada és re menor, amb 32 sonates.
Tot l'Art de la fuga de Johann Sebastian Bach està en re menor. D'acord amb Alfred Einstein, la història de l'afinació ha comportat que s'hagi associat re menor amb el contrapunt i el cromatisme (per exemple, la quarta cromàtica), i cita la Fuga cromàtica en re menor de Mozart. També el Rèquiem de Mozart està a re menor. Dels dos concerts per a piano que Mozart va escriure en menor, un d'ells, el Concert per a piano núm. 20 K. 466, és en re menor. Pel que fa a Michael Haydn, només va escriure una simfonia en menor, i va ser en re menor (Perger 20, MH 393).
Re menor és la tonalitat de la Simfonia núm. 9 "Coral" de Beethoven, i Bruckner va escriure la seva pròpia Simfonia núm. 9 en la mateixa tonalitat.
Diverses obres del classicisme, i també posteriors, comencen típicament en menor i acaben en major, o almenys en un acord major (tercera picarda). La Simfonia núm. 9 de Bruckner, que va quedar inconclusa i és interpretada sense el final, és un altre exemple d'una simfonia que comença a re menor i acaba mi major. La Simfonia Dante de Liszt comença en re menor i acaba en si major.

## Obres clàssiques
- Partita núm. 2 per a violí (Bach) - Johann Sebastian Bach (amb la famosa Chaconna)
- Tocata i fuga en re menor, BWV 565, Toccata i fuga "Dòrica" - J. S. Bach
- Doble Concert (per a dos violines) en re menor BWV 1043 - Johann Sebastian Bach
- Concert en re menor - Alessandro Marcello
- Concert per a piano núm. 20 - Wolfgang Amadeus Mozart
- Don Giovanni (òpera): La part inicial de l'Obertura i l'escena del Convidat de pedra - Mozart
- Der Hölle Rache kocht in meinem Herzen - Mozart (de l'òpera La flauta màgica)
- Rèquiem - Mozart
- Simfonia núm. 9 - Ludwig van Beethoven
- Estudi transcendental núm. 4, "Mazeppa" - Franz Liszt
- Quartet "La mort i la doncella" (Der Tod und das Mädchen), D. 810, - Franz Schubert
- Trio per a piano i corda núm. 1 op. 49 - Felix Mendelssohn
- Concert per a piano núm. 1 - Johannes Brahms
- Simfonies núm. 0, núm. 3 i la núm. 9 - Anton Bruckner
- Simfonia - César Franck
- Czardas - Vittorio Monti
- Simfonia núm. 2 - Serguei Prokófiev
- Concert per a piano núm. 3 - Serguei Rakhmàninov
- Simfonia núm. 5 - Dmitri Xostakóvitx
- Carmina Burana (una bona part del començament) - Carl Orff

## Cançons
- The Wind Cries Mary - Jimi Hendrix
- Jolene - Dolly Parton
- Sultans of Swing - Dire Straits
- Lay All Your Love On Me - ABBA
- Gimme! Gimme! Gimme! - ABBA
- The Living Daylights - A-ha
- Like A Prayer - Madonna
- The Call of Ktulu - Metallica
- From Russia with Love - Matt Monro
- Another Brick in the Wall - Pink Floyd
- Smooth Operator - Sade
- In-A-Gadda-Da-Vida - Iron Butterfly
- Come Together - The Beatles
- I Want You (She's So Heavy) - The Beatles